# Tongeren
Tongeren er en by i den belgiske provins Limburg, ca. 30.000 indbyggere. Den nederlandsktalende by ligger på sproggrænsen med den fransktalende (vallonske) del af landet. 

## Historie
Tongeren er Belgiens ældste by. Den blev grundlagt i året 15 før Kr. fødsel. Det var romerne, der, efter at have besat Gallien, byggede et fort på det sted, hvor byen ligger i dag. Senere kom der en romersk mur til, hvoraf resterne stadig kan ses i dag. 
Tongeren var hovedsæde for den katolske helgen Skt. Servatius i den senromerske periode (år 340). Han flyttede bispesædet til Maastricht, 25 km længere mod nordøst, efter at germanske stammer var begyndt at presse på Romerrigets grænser.
50°46′44″N 5°27′47″Ø / 50.779°N 5.463°Ø